# 朱廷壖
樂昌端憲王朱廷壖（16世纪—1615年），号东滨，明朝樂昌溫靖王朱充𤓂嫡长子，母正妃馬氏。明太祖八世孙。明朝第三代乐昌王。

## 生平
万历七年（1579年），生父朱充𤓂逝世；万历十年（1582年），明神宗遣陽武侯薛鋹等人持节册封朱廷壖为乐昌王。
朱廷壖好学不倦，敬重贤士，重视农桑，笃信传统宗教。朝廷曾赐他《五經集註》、《為善陰隲》、《孝順事實》等典籍，又赐其書院、書樓匾额名为“弘訓”。时任朔州兵备道郭显忠也与他交好，郭氏的一些诗歌中更曾提及两人的交谊:卷十二。朱廷壖在世期间，还主持修筑了朔州城内的海神庙:卷四。
朱廷壖与王妃劉氏没有子嗣，其长子齡兒（即朱鼐𨥋）为擅婚所生，时任山西巡按御史孫代向朝廷上奏按照《宗藩條例》将他編入其母亲家族王氏戶內，但明神宗指出宗室濫妾所生子女原本不得获封爵位、不得赐名，但跟随母姓却是不合情理的，因此要求将其改回朱姓，并赐名鼐𨥋。由于朱廷壖长期没有其他子嗣，故禮部请求神宗等到朱廷壖身故后再行定夺，以决定朱鼐𨥋以何等爵位奉祀乐昌王府香火，获准。
朱廷壖年老多病，不能主持府事，礼部便提出给予朱鼐𨥋冠帶侍養，并准许其成婚，获准，但朝廷仍然不给予朱鼐𨥋郡王長子的称号，也不准許他代替父亲朱廷壖行禮儀。万历四十三年（1615年），朱廷壖逝世，朝廷赐谥号“端宪”，并最终准许朱鼐𨥋袭封父爵。